# Nelisa Romero
Nelisa Romero (ur. 18 lutego 1977) – wenezuelska zapaśniczka w stylu wolnym. Zajęła piąte miejsce w mistrzostwach świata w 1999. Zdobyła złoty medal na igrzyskach Ameryki Środkowej i Karaibów w 1998 roku.